# Johann Gottlob Harrer
Johann Gottlob Harrer (ur. 8 maja 1703 w Görlitz, zm. 9 lipca 1755 w Karlowych Warach) – niemiecki kompozytor.

## Życiorys
Uczeń Jana Dismasa Zelenki. W latach 1722–1725 studiował prawo na Uniwersytecie w Lipsku. Dzięki pomocy finansowej udzielonej przez hrabiego Henryka Brühla kontynuował studia muzyczne we Włoszech, po powrocie do kraju był w latach 1731–1750 kapelmistrzem na jego dworze w Dreźnie. W 1750 roku objął, jako następca Johanna Sebastiana Bacha, obowiązki kantora kościoła św. Tomasza w Lipsku. Pod koniec życia został nadwornym kompozytorem elektora saskiego i króla polskiego Augusta III. Zmarł podczas wypoczynku w Karlowych Warach.

## Twórczość
Pozostawał pod wpływem Johanna Adolpha Hassego, w jego muzyce widoczne są wpływy włoskie. Skomponował m.in. 6 oratoriów, 4 psalmy, Magnificat na dwa chóry, 51 kantat, 27 symfonii, 24 suity, 38 partit, 3 sonaty triowe, 3 sonaty na violę d’amore, kwartet karylionowy, kwartet fletowy. Napisał też traktat teoretyczny Specimen contrapuncti duplicis, który nie zyskał jednak większego rozgłosu.